# Cherchez l'idole (bande originale)
Cherchez l'idole est un album dont la sortie était initialement prévue en 1964, et qui est resté inédit durant 32 ans. Il sort en CD en 1996.
Thème musical du film Cherchez l'idole de Michel Boisrond, le disque réunit nombres d'artistes de la génération yéyé qui interprètent plusieurs chansons écrites par Charles Aznavour et composées par Georges Garvarentz.

## Autour de l'album
Johnny Hallyday chante Bonne chance ; il s'agit de la dernière des cinq chansons écrites par Charles Aznavour pour lui. Elle ne demeure pas inédite, car diffusée sur le 33 tours 25 cm Les guitares jouent et en super 45 tours.
Crois-moi mon cœur est le dernier enregistrement d'Eddy Mitchell avec Les Chaussettes Noires. Le chanteur enregistre également une version de la chanson L'ange que j'attendais (interprétée ici par Franck Alamo). Nommé Tu n'es pas l'ange que j'attendais, le titre d'Eddy Mitchell n'est finalement pas retenu pour les besoins du film et reste inédit, jusqu'à sa diffusion à l'occasion de la sortie d'une intégrale CD dans les années 1990. La version de Franck Alamo sort en 1964 sur le 45 tours Cherchez l'idole, qui propose également Crois-moi mon cœur par Mitchell et Les Chaussettes Noires.

## Les titres
- Musique Georges Garvarentz - Textes Charles Aznavour

| No  | Titre                                                          | Durée |
| --- | -------------------------------------------------------------- | ----- |
| 1.  | Générique                                                      | 3'19  |
| 2.  | Crois-moi mon cœur (Eddy Mitchell et Les Chaussettes Noires)   | 1'54  |
| 3.  | Police party (twist)                                           | 0'47  |
| 4.  | Je n'y peux rien (Sophie)                                      | 2'43  |
| 5.  | Police Party (tango)                                           | 0'46  |
| 6.  | Il faut saisir sa chance (Hector et les Médiators)             | 1'49  |
| 7.  | Police Party (valse)                                           | 0'28  |
| 8.  | La plus belle pour aller danser (Sylvie Vartan - version film) | 2'25  |
| 9.  | Police Party (bossa nova)                                      | 0'16  |
| 10. | Ça n'a pas d'importance (Les Surfs)                            | 2'18  |
| 11. | Police Party (passo doble)                                     | 0'23  |
| 12. | Si tu voulais m'aimer (Jean-Jacques Debout)                    | 2'00  |
| 13. | Police Party (surf)                                            | 0'58  |
| 14. | L'ange que j'attendais (Frank Alamo)                           | 2'07  |
| 15. | Police party (thème)                                           | 1'33  |
| 16. | Prends garde à toi (Nancy Holloway)                            | 3'21  |
| 17. | Bonne chance (Johnny Hallyday)                                 | 2'56  |
| 18. | Et pourtant (Charles Aznavour)                                 | 2'48  |